# Евлаши (Брестская область)
Евлаши (бел. Еўлашы) — деревня в Ивановском районе Брестской области Беларуси. Входит в состав Бродницкого сельсовета.

## География
Деревня находится в южной части Брестской области, на левом берегу реки Пины, при автодороге Н-477, на расстоянии приблизительно 11 километров (по прямой) к юго-востоку от города Иваново, административного центра района. Абсолютная высота — 136 метров над уровнем моря. Площадь населённого пункта — 0,8977 км².

## История
В письменных источниках начинает упоминаться начиная с XVIII века.
По состоянию на 1909 год, в Евлашах имелось 63 двора и проживало 369 человек. В административном отношении деревня входила в состав Бродицкой волости Пинского уезда Минской губернии.
Согласно Рижскому мирному договору (1921), деревня вошла в состав межвоенной Польши, являлась частью гмины Бродница Пинского повета Полесского воеводства. В 1921 году числилось 298 жителей, проживавших в 57 домах. В этническом составе населения того периода белорусы составляли 100 %. В конфессиональном составе населения преобладали православные христиане (97 %).
С 1939 года в БССР, с 1940 по 1954 годы в составе Яечковичского сельсовета Жабчицкого района Пинской области. С 1954 года населённый пункт Бродницкого сельсовета.

## Население
По данным переписи 2019 года, в деревне проживало 83 человека.
| Год  | Население, человек |
| ---- | ------------------ |
| 1909 | 369                |
| 1921 | ↘ 298              |
| 1935 | ↗ 308              |
| 1940 | ↗ 488              |
| 1959 | ↘ 480              |
| 1979 | ↘ 271              |
| 1997 | ↘ 188              |
| 2005 | ↘ 159              |
| 2009 | ↘ 116              |
| 2019 | ↘ 83               |